# Ilha Robert
A Ilha Robert ou Ilha Mitchells ou Ilha Polotsk ou Ilha Roberts é uma ilha de 11 milhas (18 km) de comprimento e 8 milhas (13 km) de largura, situada entre a Ilha Nelson e a Ilha Greenwich nas Ilhas Shetland do Sul. A Ilha Robert é localizada em 62° 24′ S, 59° 30′ O. A área de superfície é de 132 km² (51 milhas quadradas).  O nome "Ilha Robert" remonta a pelo menos 1821 e está agora estabelecido por uso internacional.